# السريع والميت (فلم)
السريع والميت ( بالإنجليزية: The Quick and the Dead) هو فيلم إثارة وجريمة ومغامرات أمريكي أنتج عام 1995 من إخراج سام رايمي وبطولة كل من راسل كرو وشارون ستون وجين هاكمان وليوناردو دي كابريو.

## قصة الفيلم
إلين (شارون ستون) هي امرأة غريبة تحمل سلاح ناري، تصل على ظهر جوادها إلى بلدة حقيرة وكئيبة وتبقي سبب وصولها إلى هناك قيد الكتمان.
وبعد وصولها بوقت قصير، تشاهد الواعظ المحلي كورت (راسل كرو) يتدافعه أهالي البلدة ويطالبونه بالاشتراك في مسابقة مبارزات الأسلحة النارية.
تكتشف إلين إن المسابقة لها جائزة مالية ضخمة، والشرط الوحيد للاشتراك فيها هو التقيد بالقواعد التي وضعها حاكم البلدة وزعيمها هيرود (جين هاكمان) الذي أقامها لإجبار كورت على مبارزته.
لكن كورت يرفض حمل الأسلحة حتى لا يقتل الأبرياء مثلما كان يفعل عندما كان خارجا عن القانون، لكن هيرود يصر على تغيير رأي كورت بأي شكل من الأشكال.

## الاستقبال النقدي
تلقى الفيلم مراجعات متوسطة من النقاد، مع معدل 56% على موقع الطماطم الفاسدة من 41 مراجعة ، فيما حصل على معدل 49% على موقع ميتاكريتيك بناء على 21 مراجعة.

## الميزانية والإيرادات
بلغت الميزانية 32 مليون دولار، فيما جمع الفيلم في شباك التذاكر 18,636,537 $ 

## طاقم العمل
- شارون ستون (إلين)
- جين هاكمان (هيرود)
- راسل كرو (كورت)
- ليوناردو ديكابريو (كيد).

## وصلات خارجية
- الموقع الرسمي
- مقالات تستعمل روابط فنية بلا صلة مع ويكي بيانات
- The Quick and the Dead على موقع أول موفي.